# SMS Arcona (1885)
«Аркона» — паровой корвет типа «Карола» военно-морских сил Германской империи. Корабль был спроектирован с сочетанием паровой машины и парусной оснастки для увеличения дальности плавания; был вооружён десятью 15-сантиметровыми (5,9 дюйма) казнозарядными орудиями. Корвет был заложен на Императорской верфи в Данциге в 1881 году, спущен на воду в мае 1885 года и достроен в декабре 1886 года. Служил интересам Германской колониальной империи в Венесуэле, Германской Восточной Африке, затем вошёл в состав образованной Германской Восточно-Азиатской крейсерской эскадры.
В 1902 году корабль был переименован в «Mercur», а имя было передано лёгкому крейсеру «Аркона» типа «Газелле».
Пущен на слом в 1906 году.